# Fanny Mallette
Pour les articles homonymes, voir Mallette.
Fanny Mallette est une comédienne québécoise, née à Montréal le 24 septembre 1975.

## Biographie
Pendant son adolescence, Fanny Mallette pratique le judo et devient championne junior canadienne en 1989. Parallèlement, elle commence à s'intéresser à l'art dramatique. Après avoir suivi quelques cours, elle obtient un rôle dans la série à succès Scoop. Elle interrompt sa carrière pour s'inscrire à l'École nationale de théâtre, dont elle sera diplômée en 1998.
En 2000, sa participation au film Les Muses orphelines de Robert Favreau (d'après la pièce de Michel Marc Bouchard) lui vaut des critiques élogieuses. En 2001, elle interprète le rôle principal du premier long métrage de Francis Leclerc, Une jeune fille à la fenêtre. En 2003, elle participe à la création théâtrale Cheech, une comédie dramatique de François Létourneau qui connaît un succès inattendu. La même année, elle interprète Rose, une jeune femme légèrement attardée, dans la pièce Danser à Lughnasa de Brian Friel. Cette interprétation lui permet d'être en lice pour le Masque de la meilleure actrice de soutien en 2004.
C'est le rôle de la policière Gastonne Belliveau, dans la télé-série fantastique Grande Ourse (2004 et 2005), qui la consacre définitivement aux yeux du public, en plus de lui valoir un prix Gémeau. De 2005 à 2008, elle interprète Nora Manning, une riche héritière, dans la télé-série historique Nos étés. La série est diffusée pendant quatre saisons et permet à l'actrice de faire évoluer son personnage sur une période de 40 ans.
En 2006, elle joue dans l'adaptation cinématographique de Cheech réalisée par Patrice Sauvé. Elle y reprend le rôle qu'elle avait défendu sur scène. Le film récolte des critiques mitigées mais permet à Fanny Mallette de recevoir un prix Jutra. En 2007, elle participe au premier long-métrage de Stéphane Lafleur, Continental, un film sans fusil. La critique accueille très favorablement le film, dans lequel la comédienne joue une employée d'hôtel solitaire. Par la suite, Fanny Mallette renoue avec son personnage de Gastonne, grâce au film Grande Ourse : la clé des possibles. Prolongement de la série télévisée Grande Ourse, le film ne rencontre cependant pas le succès escompté.
Fanny Mallette retrouve Stéphane Lafleur en 2011 pour le film En terrains connus. Elle y interprète une employée d'usine perturbée par l'accident d'un collègue, rôle qui lui vaut de remporter le prix de la meilleure actrice au festival du film de Vladivostok. En 2012, elle est la vedette de Vertige, une télé-série de 6 épisodes, à nouveau réalisée par Patrice Sauvé, dans laquelle elle joue une amnésique à la recherche de son passé. Depuis 2014, elle incarne Julie Beauchemin, une policière perspicace à la vie personnelle chaotique, dans la série policière Mensonges, grâce à laquelle elle obtient son deuxième Gémeau en carrière. En 2015, on la voit dans le film  Chorus de François Delisle. Dans ce drame psychologique, tourné en noir et blanc, elle tient le rôle d'une femme dont la vie a été brisée à la suite de la disparition de son jeune garçon.
L’année suivante, elle tient le rôle principal de Stealing Alice, premier film du peintre et écrivain Marc Séguin. Le long-métrage est produit de façon indépendante et connaît une diffusion limitée.
Par la suite, Fanny Mallette passe à la mise-en-scène en réalisant son premier court-métrage intitulé Le dernier mardi. Inspiré d’une nouvelle de Marc Séguin, le film met en vedette Françoise Faucher dans le rôle d’une dame âgée et Emmanuelle Lussier-Martinez dans celui de son aide-soignante.

## Filmographie

### Cinéma
- 2000 : Les Muses orphelines : Isabelle Tanguay ;
- 2001 : La Femme qui boit : Paulette, jeune ;
- 2001 : Une jeune fille à la fenêtre : Marthe ;
- 2003 : 20h17 rue Darling : Denise ;
- 2003 : Gaz Bar Blues : Nathalie Brochu ;
- 2004 : Dans une galaxie près de chez vous : Farlouche ;
- 2004 : Doux rendez-vous : Francoise ;
- 2006 : Cheech : Stéphanie ;
- 2007 : Continental, un film sans fusil : Chantal ;
- 2008 : La Ligne brisée : la physiothérapeute ;
- 2010 : Les Sept Jours du talion : Sylvie Hamel ;
- 2011 : En terrains connus : Maryse ;
- 2013 : Roche Papier Ciseaux : Clara ;
- 2013 : Arwad : Marie Bouchard ;
- 2013 : Amsterdam de Stefan Miljevic : Béatrice ;
- 2015 : Chorus de François Delisle : Irène ;
- 2016 : Stealing Alice de Marc Séguin : Alice ;
- 2017 : Boost de Darren Curtis : Mrs. Tessier ;
- 2018 : L'amour de Marc Bisaillon : Rose Maher ;
- 2018 : De guerre lasse de Nicolas Roy : Dr. Nancy Deschamps ;
- 2019 : Apapacho, une caresse pour l'âme de Marquise Lepage : Estelle.

### Télévision
- 1992 : Scoop : Anne-Marie Vandal ;
- 1994 : Ces enfants d'ailleurs : Sophie Pawloski ;
- 1995:  Alys Robi: Marguerite Robitaille ;
- 1995 : Les grands procès : fermière Babin ;
- 2000 : Gypsies ;
- 2000 : Tag : Sarah ;
- 2002 : Asbestos : Mélanie ;
- 2003 : Grande ourse : Gastonne Belliveau ;
- 2004 : L'Héritière de Grande Ourse : Gastonne Belliveau ;
- 2005-2008 : Nos étés : Nora ;
- 2006 : François en série : Marie-Jeanne ;
- 2008 : Grande Ourse : la clé des possibles : Gastonne Belliveau ;
- 2011 : 19-2 : Catherine ;
- 2011 : 30 vies : Mélanie ;
- 2012 : O' : Deborah Miles ;
- 2012 : Vertige : Daphnée Roussel ;
- 2013-2018 : Mensonges : Julie Beauchemin ;
- 2016 : Feux : Mylène Lévesque ;
- 2018 : Hubert et Fanny : Hélène Boivin ;
- 2019-2021 : Toute la vie : Josée Patry ;
- 2020 : L'Académie : Agnès Couture ;
- 2021 : Les beaux malaises 2.0 : Anne ;
- 2021 : Le Chaos : Sophie Breher ;
- 2021 : Virage : Julie ;
- 2022-2025 : Le Pacte : Jade Chabot

## Distinctions

### Récompenses
- 2006 : prix Gémeaux de la meilleure actrice pour L'Héritière de Grande Ourse ;
- 2007 : prix Jutra de la meilleure actrice de soutien pour sa prestation dans le film Cheech ;
- 2011 : Pacific Meridian de la meilleure actrice pour En terrains connus ;
- 2012 : prix Gémeaux de la meilleure actrice pour Vertige ;
- 2014 : prix Gémeaux de la meilleure actrice pour Mensonges.

### Nominations
- 2001 : prix Jutra de la meilleure actrice pour Les Muses orphelines ;
- 2002 : prix Jutra pour la meilleure actrice dans Une jeune fille à la fenêtre ;
- 2004 : Masque de la meilleure actrice de soutien pour Danser à Lughnasa ;
- 2008 : prix Génie de la meilleure actrice de soutien pour Continental, un film sans fusil ;
- 2009 : prix Jutra de la meilleure actrice de soutien pour Grande Ourse : la clé des possibles ;
- 2015 : prix du cinéma québécois de la meilleure actrice pour Chorus ;
- 2016 : prix Artis du meilleur rôle féminin (télésérie québécoise) pour Mensonges ;
- 2017 : prix Artis du meilleur rôle féminin (série dramatique saisonnière) pour Feux et Mensonges.